# Festival triennal de musique de Birmingham
Le festival triennal de musique de Birmingham (en anglais Birmingham Triennial Musical Festival) est un festival créé en 1784 qui avait lieu tous les trois ans à Birmingham, Angleterre. C'est le festival de musique classique ayant duré le plus longtemps, la dernière manifestation ayant eu lieu en 1912.

## Histoire
Le premier festival, qui a duré trois jours en septembre 1768, a eu lieu pour lever des fonds afin de terminer la construction du General Hospital sur Summer Lane. Le festival s'avère très populaire et est une réussite financièrement mais il faut l'organiser une seconde fois en 1778 pour finir d'obtenir les fonds. L'hôpital ouvre en 1779.
À partir de 1784 le festival commence à se distinguer et a lieu tous les trois ans devenant ainsi le Birmingham Triennial Musical Festival, toujours dans le but de lever des fonds pour l'hôpital.
Il a lieu d'abord dans l'église Saint-Philippe (qui devient plus tard une cathédrale) ou au Théâtre Royal, mais ces lieux deviennent ensuite trop petits. La mairie de Birmingham est donc construite et ouvre en 1834 pour accueillir le festival.
Le festival est retardé de deux ans en 1832 durant les élections.
Hans Richter est nommé chef d'orchestre principal du festival en 1885.

## Mendelssohn
En 1837 Felix Mendelssohn dirige une représentation de son oratorio Paulus, jouant la partie orgue. La même année le festival lui commande un concerto pour piano (le second concerto pour piano) dont il interprète la première partie au piano. Mendelssohn joue lors du festival suivant son premier concerto.
Lors du festival de 1846 il dirige la première de son oratorio Elias, une autre œuvre commandée par le festival. Il est payé pour cela 200 guinées. Elias est ensuite chanté lors de tous les festivals suivant. Mendelssohn meurt en 1847.

## Commandes
Les œuvres suivantes ont été composées à la suite d'une commande du festival :
- 1837 : l'oratorio Paulus de Felix Mendelssohn.
- 1837 : le second concerto pour piano de Felix Mendelssohn.
- 1846 : l'oratorio Elias de Felix Mendelssohn.
- 1873 : l'oratorio The Light of the World (en) d'Arthur Sullivan.
- 1879 : Das Lied von der Glocke de Max Bruch.
- 1879 : La Lyre et la Harpe de Camille Saint-Saëns.
- 1882 : La Rédemption de Charles Gounod (joué deux fois).
- 1885 : The Spectre's Bride d'Antonín Dvořák.
- 1885 : Mors et vita de Charles Gounod.
- 1891 : Requiem d'Antonín Dvořák (payé £650).
- 1900 : l'oratorio The Dream of Gerontius d'Edward Elgar. Le chef de chœur meurt quatre mois avant le festival. Les répititions commencent seulement quelques jours avant le concert. L'oratorio n'est pas chanté correctement mais est malgré tout fortement applaudi et l'œuvre en elle-même reçoit de bonnes critiques.
- 1903 : The Apostles d'Edward Elgar.
- 1906 : The Kingdom d'Edward Elgar.
- 1912 : The Music Makers d'Edward Elgar (direction : Henry Wood). Cette œuvre reprend des thèmes des variations Enigma, de Gerontius, de son concerto pour violon et de The Apostles.

## La fin
Les festivals de 1909 et de 1912 sont déficitaires et ne fournissent aucun fond à l'hôpital. La Première Guerre mondiale marque la fin du festival.

## Sources
- (en) The Music Makers - a Brief History of the Birmingham Triennial Music Festivals 1784 - 1912, Anne Elliott, Birmingham City Council,  (ISBN 0-7093-0224-X)
- (en) All About Victoria Square, Joe Holyoak, The Victorian Society Birmingham Group,  (ISBN 0-901657-14-X)
- (en)A History of Birmingham, Chris Upton, 1993,  (ISBN 0-85033-870-0)